# Lublin Ponikwoda
Lublin Ponikwoda – kolejowy przystanek osobowy w Lublinie, w dzielnicy Ponikwoda, w województwie lubelskim, położony w km 105,190 na linii kolejowej nr 30.

## Historia
Od 2 kwietnia 2013 roku zatrzymują się tutaj pociągi PolRegio relacji Lubartów – Lublin, od 30 września Parczew – Lublin, a od 28 czerwca 2024 roku relacji Łuków – Lublin.

## Ruch pasażerski
Dobowa wymiana pasażerska oraz miejsce w rankingu ogólnopolskim:
| Rok  | Ilość pasażerów | Miejsce w Polsce |
| ---- | --------------- | ---------------- |
| 2017 | 0-9             | 2413             |
| 2018 | 0-9             | 2462             |
| 2019 | 0-9             | 2454             |
| 2020 | 0-9             | 2363             |
| 2021 | 0-9             | 2393             |
| 2022 | 0-9             | 2386             |
| 2023 | 0-9             | 2558             |
| 2024 |                 |                  |